# Ischnura inarmata
Ischnura inarmata är en trollsländeart som beskrevs av Philip Powell Calvert 1898. Ischnura inarmata ingår i släktet Ischnura och familjen dammflicksländor. Inga underarter finns listade i Catalogue of Life.